# Biswamoyopterus laoensis
Biswamoyopterus laoensis är en flygekorre som beskrevs 2013 som art. Utbredningsområdet ligger i Laos. Den listas inte än av IUCN.
Artens holotyp hade en längd (huvud och bål) av 46 cm, en svanslängd av 62 cm och en vikt av 1,8 kg. Pälsen på ovansidan bildas av hår som är grå vid roten, rödbrun i mitten och svart vid spetsen. Hos några hår förekommer dessutom ett ljusgrått till vitt band.
Flygekorren upptäcktes på en marknad för bushmeat. Jägaren berättade att han sköt individen i en bergstrakt vid 350 meter över havet. Området kännetecknas av kalkstensklippor och städsegröna skogar eller delvis lövfällande skogar. I samma region upptäcktes under nyare tid två andra större gnagare, Laonastes aenigmamus och Saxatilomys paulinae.